# 1유로 주화
1유로 주화(€1)는 유로 주화 가운데 하나로 1유로에 달하는 액면 가치를 가진 주화이다. 1유로 주화는 343,000,000명에 달하는 유럽인들이 사용하는 유로존 소속 유럽 24개국의 통화인 유로 주화 가운데 하나이기도 하다. 무게는 7.50g, 지름은 23.25mm, 두께는 2.33mm이며 원 모양을 띠고 있다. 바깥쪽 테두리의 재질은 니켈 황동(구리 75%, 아연 20%, 니켈 5%), 중심부의 재질은 백동(구리 75%, 니켈 25%)이고 테두리는 평면과 톱니무늬가 3번 교차하는 형상을 띠고 있다.
1999년에 디자인되어 2002년부터 발행되었으며 뤼크 라위크스가 디자인을 맡았다. 2007년에 주화 뒷면의 디자인이 약간 수정되었다. 주화 뒷면 오른쪽에는 유럽 지도가 그려져 있으며 지도 옆에는 로마자로 표기한 "1 EURO"(1유로)가 새겨져 있다. 주화 앞면에는 발행 국가마다 서로 다른 주화 디자인이 그려져 있고 공통적으로는 12개의 별, 발행 연도가 새겨져 있다.

## 발행 국가별 주화 앞면 디자인
| 발행 국가별 유로 주화   | 디자인 소재 |
| ----------------------- | --- |
| 그리스의 유로 주화      | 기원전 5세기에 제작된 아테네의 4드라크마 주화 (2002년 ~ 현재)                                                            |
| 네덜란드의 유로 주화    | 베아트릭스 여왕의 초상화 (2002년 ~ 2013년)                                                                               |
| 네덜란드의 유로 주화    | 빌럼알렉산더르 국왕의 초상화 (2014년 ~ 현재)                                                                             |
| 독일의 유로 주화        | 독수리 (독일의 국장, 2002년 ~ 현재)                                                                                      |
| 라트비아의 유로 주화    | 라트비아 처녀 (2014년 ~ 현재)                                                                                            |
| 룩셈부르크의 유로 주화  | 앙리 대공의 초상화 (2002년 ~ 현재)                                                                                       |
| 리투아니아의 유로 주화  | 리투아니아의 국장 (2015년 ~ 현재)                                                                                        |
| 모나코의 유로 주화      | 레니에 3세 공작과 알베르 2세 공자의 초상화 (2002년 ~ 2005년)                                                             |
| 모나코의 유로 주화      | 알베르 2세 공작의 초상화 (2006년 ~ 현재)                                                                                 |
| 몰타의 유로 주화        | 몰타 십자 (2008년 ~ 현재)                                                                                                |
| 바티칸 시국의 유로 주화 | 교황 요한 바오로 2세의 초상화 (2002년 ~ 2005년)                                                                          |
| 바티칸 시국의 유로 주화 | 교황청 회계국의 문장과 교황 궁무처장의 문장 (2005년 ~ 2006년)                                                            |
| 바티칸 시국의 유로 주화 | 교황 베네딕토 16세의 초상화 (2006년 ~ 2013년)                                                                            |
| 바티칸 시국의 유로 주화 | 교황 프란치스코의 초상화 (2014년 ~ 2016년)                                                                               |
| 바티칸 시국의 유로 주화 | 교황 프란치스코의 문장 (2017년 ~ 2025년)                                                                                 |
| 바티칸 시국의 유로 주화 | 교황 레오 14세와 관련된 디자인 (2026년(예상) ~ )                                                                         |
| 벨기에의 유로 주화      | 알베르 2세 국왕의 초상화와 모노그램 (2002년 ~ 2013년)                                                                    |
| 벨기에의 유로 주화      | 필리프 국왕의 초상화와 모노그램 (2014년 ~ 현재)                                                                          |
| 불가리아의 유로 주화    | 이반 릴스키의 초상화 (2026년(예정) ~ 현재)                                                                               |
| 산마리노의 유로 주화    | 산마리노의 국장 (2002년 ~ 2016년)                                                                                        |
| 산마리노의 유로 주화    | 세콘다 토레 (2017년 ~ 현재)                                                                                              |
| 스페인의 유로 주화      | 후안 카를로스 1세 국왕의 초상화 (2002년 ~ 2014년)                                                                        |
| 스페인의 유로 주화      | 펠리페 6세 국왕의 초상화 (2015년 ~ 현재)                                                                                 |
| 슬로바키아의 유로 주화  | 슬로바키아의 국장 (2009년 ~ 현재)                                                                                        |
| 슬로베니아의 유로 주화  | 프리모시 트루바르의 초상화 (2007년 ~ 현재)                                                                               |
| 아일랜드의 유로 주화    | 하프 (2002년 ~ 현재) |
| 안도라의 유로 주화      | 카자 데 라 발 (2015년 ~ 현재)                                                                                            |
| 에스토니아의 유로 주화  | 에스토니아 지도 (2011년 ~ 현재)                                                                                          |
| 오스트리아의 유로 주화  | 볼프강 아마데우스 모차르트의 초상화 (2002년 ~ 현재)                                                                      |
| 이탈리아의 유로 주화    | 레오나르도 다 빈치의 그림 《비트루비우스적 인간》 (2002년 ~ 현재)                                                        |
| 크로아티아의 유로 주화  | 담비 (2023년 ~ 현재) |
| 키프로스의 유로 주화    | 포모스 신상 (2008년 ~ 현재)                                                                                              |
| 포르투갈의 유로 주화    | 1144년에 사용된 포르투갈의 왕실 직인 (2002년 ~ 현재)                                                                     |
| 프랑스의 유로 주화      | 육각형에 둘러싸인 나무와 프랑스의 나라 표어인 자유, 평등, 우애 (Liberté Egalité Fraternité, 2002년 ~ 2021년)             |
| 프랑스의 유로 주화      | 육각형에 둘러싸인 참나무, 올리브나무와 프랑스의 나라 표어인 자유, 평등, 우애 (Liberté Egalité Fraternité, 2022년 ~ 현재) |
| 핀란드의 유로 주화      | 핀란드의 대지 위를 날고 있는 두 마리의 큰고니 (2002년 ~ 현재)                                                            |